# Веткино (Калининградская область)
Веткино — посёлок в Зеленоградском районе Калининградской области. До 2016 года входил в состав Ковровского сельского поселения.

## Население
| 2002 | 2010 |
| ---- | ---- |
| 2    | →2   |

В 1910 году в нём проживали 43 человека.

## История
Штапорнен был основан в 1394 году. В 1946 году Штапорнен был переименован в поселок Веткино.